# Приблуда (фильм)
«Приблуда» — короткометражный художественный фильм 2007 года, снятый на киностудии имени Довженко режиссёром Валерием Ямбурским.

## Сюжет
В жизнь двух сельских стариков неожиданно врывается маленький бездомный пес, который усугубляет и без того непростые отношения между соседями….

## Актёры
- Ярослав Гаврилюк — Петрович
- Валерий Шептикита — сосед
- Приблуда — пес Несси

## Съемочная группа
- Режиссёр-постановщик — Валерий Ямбурский
- Оператор-постановщик — Владимир Гутовский
- Художник-постановщик — Александр Шеремет
- Художник-гример — Нина Одинович
- Композитор — Наталья Рожко
- Режиссёр монтажу — Наталья Акаёмова
- Звукорежиссёр — Петр Приходько

## Призы и награды
- «Лучший сценарий и кинематографическая разработка комедийного жанра» (МКФ им. С. А. Герасимова-2007. Россия);
- «Бронзовый Витязь» за третий лучший фильм (МКФ "Золотой Витязь[1]-2007». Россия);
- «Лучшая режиссёрская работа» (МКФ «Открытая ночь[2] −2007», Украина);
- «Лучшая мужская роль» (МКФ «Открытая ночь[2]-2007», Украина);
- «Приз зрительских симпатий» (МКФ «Открытая ночь[2]-2007», Украина);
- «Приз зрительских симпатий» (Иссык-Кульский МКФ-2007, Киргизия);
- «Лучший комедийный фильм» (МКФ «Новое кино — XXI век −2007», Россия);
- Специальный диплом «За трепетное отношение к братьям нашим меньшим» («Верное сердце −2007», Россия).